# Барлас, Фарук
Фарук Барлас (тур. Faruk Barlas; 1916 или 12 апреля 1915, Стамбул — 10 января 1994 или 9 января 1994, Стамбул) — турецкий футболист, играл на позиции защитника. Участник Летних Олимпийских игр 1936 года.

## Биография

### Клубная карьера
В 1933 году дебютировал в составе стамбульского клуба «Галатасарай». После двух сезонов в составе «львов» перешёл в клуб «Гюнеш», за который играл непродолжительное время. Позже вернулся в «Галатасарай», за который так и не сыграл.
В 1936 году вернулся в «Гюнеш» в составе которого в 1937 и 1938 годах выигрывал Стамбульскую лигу. После закрытия «Гюнеша» вернулся в «Галатасарай» и играл за «львов» последующие 7 лет и два раза подряд в 1942 и 1943 годах выиграл Стамбульский кубок. В 1947 году перешёл в «Истанбулспор», в составе которого отыграл два сезона и в 1949 году завершил карьеру.

### Карьера в сборной
В составе сборной Турции принимал участие на олимпийском футбольном турнире 1936 года, но на поле не выходил.

### Смерть
Скончался 9 января 1994 года в Стамбуле на 78-м году жизни.

## Достижения
«Гюнеш»
- Чемпион Стамбульской лиги (2): 1936/37, 1937/38
- Победитель Национального дивизиона[англ.] (1): 1938

«Галатасарай»
- Обладатель Стамбульского кубка[англ.] (2): 1942, 1943
- Победитель Национального дивизиона[англ.] (1): 1939